# Jan Kielanowski
Jan Kielanowski (ur. 16 kwietnia 1910 we Lwowie, zm. 16 stycznia 1989 Warszawie) – polski profesor zootechniki, działacz opozycji demokratycznej.

## Życiorys
Absolwent Akademii Rolniczej w Dublanach. Twórca Instytut Fizjologii i Żywienia Zwierząt PAN w Jabłonnie pod Warszawą, a następnie jego dyrektor przez 20 lat. Specjalista w zakresie chowu zwierząt. W 1960 został członkiem korespondentem, a w 1971 – członkiem rzeczywistym PAN.
Sygnatariusz Listu 59 przeciw zmianom w konstytucji, członek KOR i KSS „KOR”. Współorganizator niezależnego Towarzystwa Kursów Naukowych, od 1978 przewodniczący jego rady programowej.
W 1975 przyjęty do działającej w podziemiu loży masońskiej „Kopernik”; w latach 1981–1986 jej wielki mistrz.
W 1979 odrzucił propozycje Edwarda hr. Raczyńskiego objęcia po nim godności prezydenta na uchodźstwie.
Jego braćmi byli:
- Tadeusz Kielanowski (1905–1992) – lekarz, etyk i filozof medycyny
- Leopold Kielanowski (1907–1988) – reżyser teatralny, długoletni redaktor w Rozgłośni Polskiej Radia Wolna Europa

W PRL informacje na temat Jana Kielanowskiego podlegały cenzurze.  W 1977 jego nazwisko znajdowało się na specjalnej liście osób pod szczególną kontrolą cenzury. Zalecenia cenzorskie dotyczące jego osoby zanotował Tomasz Strzyżewski, który w swojej książce o peerelowskiej cenzurze opublikował notkę informacyjną z 7 stycznia 1977 Głównego Urzędu Kontroli Prasy, Publikacji i Widowisk. Wytyczne dla cenzorów wymieniały jego nazwisko z adnotacją: „Wszelkie próby popularyzowania w środkach masowego przekazu (prasa codzienna, radio, TV, tygodniki społeczno-polityczne) niżej wymienionych osób należy sygnalizować kierownictwu GUKPPiW”. Zalecenia cenzorskie zezwalały jedynie na publikacje w prasie specjalistycznej, naukowej oraz skryptach.

## Odznaczenia
- Krzyż Komandorski Orderu Odrodzenia Polski – 2006, pośmiertnie[3]